# NGC 1597
NGC 1597 is een elliptisch sterrenstelsel in het sterrenbeeld Eridanus. Het hemelobject werd in 1886 ontdekt door de Amerikaanse astronoom Ormond Stone.

## Synoniemen
- PGC 15374
- MCG -2-12-32
- NPM1G -11.0163
- IRAS04287-1124